# Gombás Tibor
Gombás Tibor (Nagykend, 1898. április 4. – Budapest, 1968. augusztus 30.) gépészmérnök.
Tordán érettségizett , utána az I. világháborúban katona volt. Mérnöki diplomájának megszerzése után a Ganz Mozdony-, Vagon- és Gépgyárban dolgozott, ahol a dízelmotorok számítás- és méretezés-technikájával foglalkozott, főként a dinamikai lengéstani és szilárdsági méretezéssel. Nemcsak tehetséges mérnök, hanem kiváló pedagógus és szervező is volt.
A Ganz Technikum egyik alapítója, majd évekig tanára és igazgatója. A budapesti műszaki egyetem hadmérnöki karán 1957-ig, a kar megszűntéig a gépelemek című tantárgy meghívott előadója. A Gépipari Tudományos Egyesület kiadásában megjelent Műszaki Nagyjaink életrajzgyűjtemény első három kötetének munkájában szerző, társszerző és lektor (Bp., 1967). Kutató- és értékelő munkát végzett a leendő Magyar Műszaki Múzeum alapjainak megteremtésére. Géprajz (Bp., 1950) című műve jelentős.